# Храм Рождества Христова (Саратов)
Храм Рождества Христова — архиерейское подворье, православный храм в городе Саратове Саратовской области. Относится к Саратовской епархии Русской православной церкви. Построен в 1917 году в русском национальном стиле. Здание храма является объектом культурного наследия и находится под охраной государства. В настоящее время храм действует, полностью восстановлен, ведутся богослужения.

## История строительства храма
В городе Саратове за полотном железной дороги по инициативе местной жительницы, супруги машиниста паровозного депо Матрёне Тимофеевне Макариновой во втором десятилетие XX века началось строительство храма. Ещё в 1896 году Макаринова предложила собственные накопления для начала постройки церкви, однако только в 1909 году, после множества согласований, городские власти отвели земельный участок под возведение каменной церкви с каменной колокольней.
Строительство храма проводилось на средства Макариновой и началось в 1911 году. Свои пожертвования также внесли саратовский купец Чукалин и железнодорожники, составлявшие большинство прихожан строящегося храма. Храм был сдан в эксплуатацию перед самым началом гонений на Церковь — в 1917 году. Первую Литургию в Рождественской церкви совершили в праздник 14 (27) марта 1918 года, в честь Феодоровской иконы Божией Матери. Строение храма было одноэтажным, престол был один — в честь Рождества Христова; на колокольне храма были размещены часы.
В 1920-х годах в этом храме в сане диакона некоторый период служил святой священномученик Василий Горбачев. Храм был закрыт около 1935 года. В штате причта находились священник (иерей Виктор Руднянский; умер в 1942 году, возвращаясь из ссылки) и диакон (диакон Павел Вертешов; в 1938 году расстрелян). Во время закрытия церкви сторож был убит. Само здание церкви было разграблено и некоторое время находилось без обслуживания.
В конце 1930-х годов строение было передано под размещение библиотеки №9. Вскоре сюда въехала областная поликлиника.
С 1974 по 1999 годы в помещениях храма располагался областной кожно-венерологический диспансер. Здание сохранилось до наших дней в измененном виде.
В августе 1992 года храм пострадал от сильного пожара. Всех больных диспансера разместили по другим учреждениям здравоохранения, строение осталось в ветхом состоянии. В 1993 году местные прихожане собрали более 1000 подписей за возвращение здания Православной церкви. Очень долго власти выясняли обладателя прав на здание. Лишь 16 октября 1999 года храм и котельная были переданы Саратовской епархии в безвозмездное пользование сроком на 15 лет. Начались реставрационные работы.

## Современное состояние
В 2005 году строение было передано в собственность Православной общине. До 2016 года продолжалась реставрация и восстановление храма. Все эти годы богослужения не прекращались. В церкви проводились следующие ремонтно-реставрационные работы: старая кирпичная кладка стен была разобрана, также демонтированы перекрытия, крыша; убраны внутренние колонны, сооружённые в годы советской власти; временный алтарь перемещён из южной части строения в центр; в западной части церкви возведены хоры для клироса и др.
В период с 2010 по 2015 годы храм был полностью отреставрирован, с 2011 года все богослужения проходили в большом алтаре. Летом 2012 года из здания были демонтированы временные перегородки, а на балконе на втором этаже сооружён певческий клирос.
В 2012 году был согласован проект иконостаса, а уже в июле 2015 года была смонтирована его центральная часть. Осенью 2015 года прилежащая территория была благоустроена и заасфальтирована.
С 2013 года проводились работы по обустройству крестильной храма.
19 ноября 2016 года состоялось Великое Освящение Храма. Возглавил освящение Митрополит Саратовский и Вольский Лонгин.
Рождественский храм является выявленным памятником архитектуры.

## Святыни
В Рождественской церкви находится чтимый список чудотворной иконы Божией Матери, именуемой «Всецарица», находящейся в Новоспасском монастыре города Москвы. Перед чтимым образом еженедельно соборно совершается акафистное пение.
25 декабря 2006 года из Свято-Сергиевского прихода села Соловцовка Пензенской епархии в церковь была передана частица мощей святого священноисповедника Иоанна Оленевского, вложенная в ростовой образ святого, пожертвованных храму в 2002 году.
В день престольного праздника, 7 января 2007 года, по благословению благочинного Острогожского округа Воронежской епархии из Казанского храма села Каменки Воронежской епархии была передана частица святых мощей одного из святых мучеников младенцев, от Ирода в Вифлееме избиенных; на пожертвования прихожан была написана икона святых мучеников, в которую были вложены святые мощи.
10 августа 2007 года из Свято-Сергиевского прихода села Стрельцы Тамбовской епархии была передана частица мощей святого Питирима, епископа Тамбовского, чудотворца.
4 сентября 2007 года из Свято-Никольского единоверческого прихода города Кузнецка была передана частица мощей святого праведника Феодора воина, Санаксарского.
14 февраля 2016 года, после Божественной Литургии на поклонение верующим была вынесена новая икона преподобного Симеона Псково-Печерского и частицей его мощей, которые были подарены Псково-Печерской обителью.

## Хор
В Рождественской церкви действует несколько хоров: будничный, праздничный и любительский.
С момента открытия будничным хором, составом 5-6 человек, управляет Гаманюк Анна Андреевна. Все исполнители имеют музыкальное образование и опыт в области хорового церковного пения. Будничный хор является основой праздничного хора, который был организован в начале 2000-х годов. Им управляет Светлана Хачатурова. В его составе около двадцати исполнителей.